# Parque nacional de Jebel Chitana-Cabo Negro
El Parque nacional de Jebel Chitana-Cabo Negro es un área protegida de Túnez en la costa norte de Túnez, entre el cabo Serrat y el embalse de Sidi el Barrak. Creado para la salvaguarda de una zona boscosa en la sierra de Jebel Chitana, la turbera de Mejen Ech Chitan, el bosque de Mhibes y el entorno del embalse, donde se encuentran especies raras como el nenúfar blanco europeo y el ciervo de Berbería.

## Características

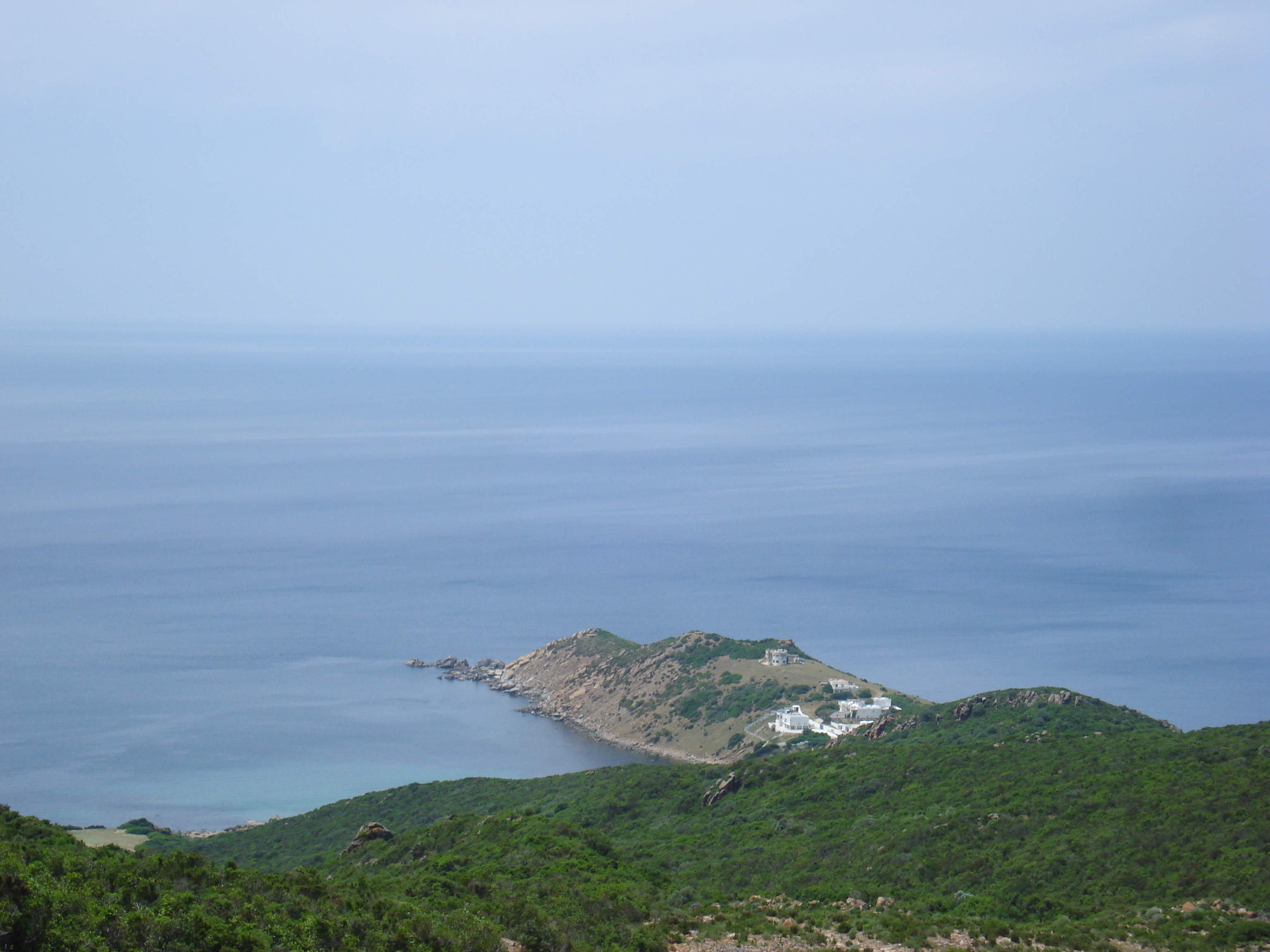
Cabo Negro

El embalse de Sidi El Barrak se encuentra en el noroeste del país, a diez kilómetros de la costa, cerda de Nefza, en la gobernación de Béja. Puesta en servicio en 1999-2002, en el uadi El Zouara (Oued ez Zouara) forma parte de la red interconectada de embalses de Túnez con el objetivo de obtener agua potable para Túnez y otras poblaciones, y el regadío. Desde 2012, es sitio Ramsar con una extensión de 27 km2. Está rodeada de robles, alcornoques y encinas, acacias y porciones de maquis. El parque nacional tiene 101,22 km2.
Una parte del parque de 1300 ha se ha convertido en el Área protegida costera marina Cabo Negro-Cabo Serrat (MCPA).
El cabo Serrat (37°08′33″ N, 9°07′50″ E) está situado entre las ciudades de Sejnane y Tabarka, frente al archipiélago de La Galite. Posee un faro de 14 m de altura que se construyó en 1890. El cabo Negro (37°06′13″ N, 8°58′44″ E) esta cerca del embalse, 10 km al norte del uadi El Zouara y a 25 km al nordeste de Tabarka.